# Кожевниковы
Кожевниковы — древний русский дворянский род.
При подаче документов (1686) для внесения рода в Бархатную книгу, была предоставлена родословная роспись Кожевниковых.
В Гербовник внесены две фамилии Кожевниковых:
1. Потомки выехавшего (1509) из Крыма мурзы Кожая (Герб. Часть VII. № 20).
2. Афанасий Кожевников награждённый орденом Святого Владимира 4 степени (1816) (Герб. Часть XI. № 55)[2].

Род внесён в VI часть родословной книги Московской и Псковской губерний Российской империи.

## Происхождение и история рода
Происходит от выехавшего в 1509 из Крыма к великому князю Василию III Ивановичу мурзы Кожая, сын которого, Фёдор, стал писаться Кожевниковым. Внук Кожая Фёдор Кожевников пожалован поместьями (1544). Иван Иванович Кожевников московский дворянин (1692).

## Описание гербов

#### Герб. Часть VII. № 20.
В щите, разделённом на четыре части, посредине находится малый щиток зелёного цвета, с изображением в нём золотого креста. В первой части, в голубом поле, дворянская корона, на поверхности которой видна в серебряных латах рука с мечом.
Во второй части, в золотом поле, крестообразно положены сабля и копьё, остриями обращённые к левым углам. В третьей части, в серебряном поле, горизонтально означен лук и на нём красный колчан со стрелами. В четвёртой части, в красном поле, серебряная крепость.
Щит увенчан дворянскими шлемом и короной. Нашлемник: три страусовых пера. Намёт на щите голубой и красный, подложенный серебром и золотом. Щитодержатели: с правой стороны воин, держащий в правой руке зелёное знамя с золотым крестом, а с левой стороны лев.

#### Герб. Часть XI. № 55.
Герб калужского купца Афанасия Кожевникова: щит поделён горизонтально. Верхняя часть поделена вертикально: в 1-й , золотой части, чёрное орлиное крыло обременённое шестиконечной звездой. Во 2-й, серебряной части. красный горизонтальный жезл Меркурия. В нижней, голубой части, пятнадцать золотых, веерообразно, колосьев. Над щитом дворянский шлем и корона. Нашлемник: три серебряных страусовых пера. Намёт: чёрный с золотом.